# الزواج في السودان

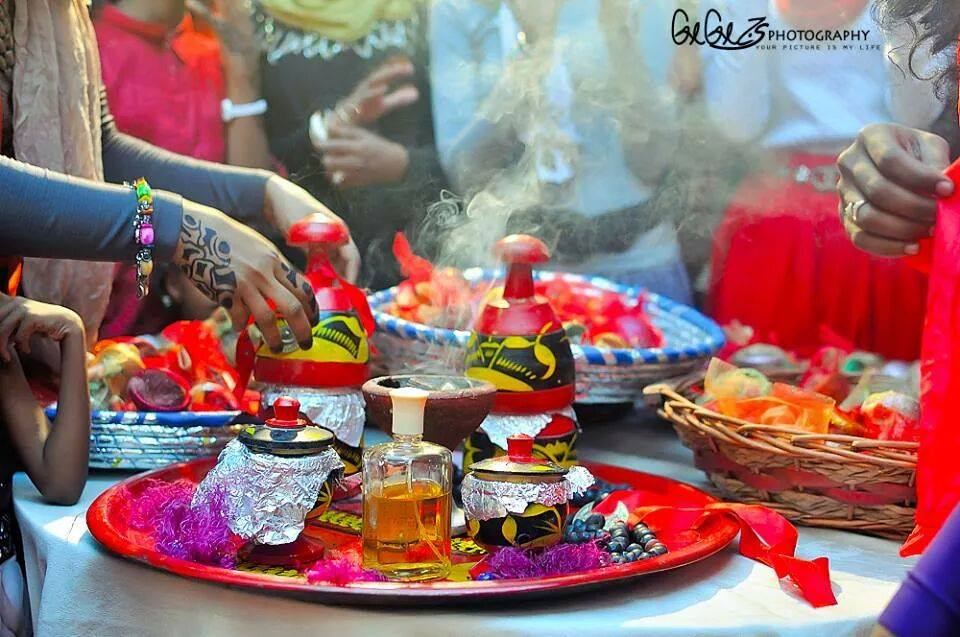
العديل والزين من طقوس العرس

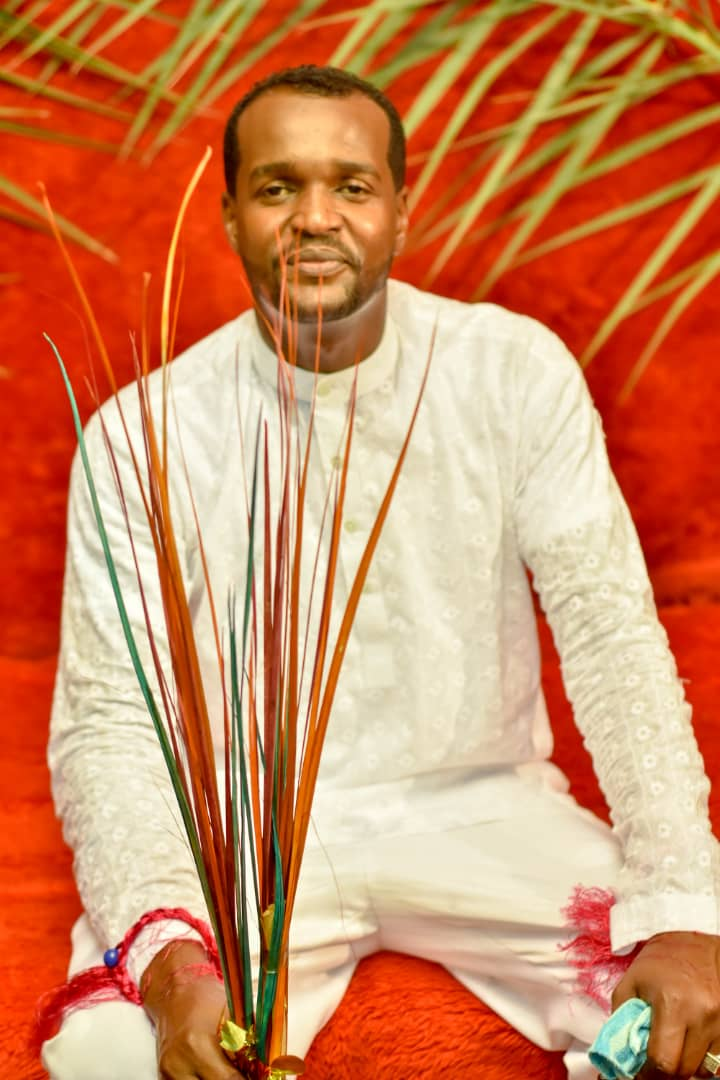
عريس سوداني

الزواج في السودان يشمل عدة مناسبات وطقوس جرت العادة على إقامتها كلما حلت مناسبة الزواج السعيدة على إحدى الأسر السودانية، والعادات التي تم تداولها وتناقلها مثلها مثل غيرها من العادات السودانية الأخرى، في الغالب الأعم تختلف هذه الطقوس باختلاف المناطق والقبائل نظرا إلى أن السودان متعدد الأعراق والأجناس، بالإضافة إلى الأصول التي تنبع منها هذه العادات فمنها ما هو فرعوني كما في مناطق الشمال، ومنها ما هو أفريقي كلما تعمقنا جنوبا وغربا ،اما في الوسط فقد تتداخل الثقافات وتنوعة ،بينما في الشرق فتطغي عليهم العادات والتقاليد العربية التي هي أقرب العالم العربي  وتظهر هذه العادات في السودان نظرا لاختلاط النسل العربي بالأفريقي.
من العادات الأخرى المتعلقة بالزواج في السودان أن يقدم العريس لاهل العروس وبالاخص لأم العروس وهذا المال ستنفقه على مصاريف الزفاف  وما  سيلزم العروس من تجهيزات لبيتها المستقبلي من اواني وبعض الاشياء الضرورية في البيت الجديد لها، فعليه منحها المال حتى تتمكن من الاستعداد ليوم العرس، بالإضافة إلى ذلك، يقدم العريس في السودان لعروسه المجوهرات الذهبية كهدية قبل الزفاف، وتقوم بارتداء هذه المجوهرات الذهبية في يوم الزواج وهذه المجوهرات تعرف بالشبكه وهو "دبله ٫حلق ٫اساور "قوايش"و سلسلة " وقد تكون علي حسب امكانيات العريس المادية 
كذلك يحضر العريس لعروسه حلويات باهظة الثمن وعالية الجودة كالشوكولاتة، والوجبات الخفيفة اللذيذة الأخرى، والتي تكون مرتبة بطريقة جميلة على صواني كبيرة أو في سلال، من الممكن أيضًا أن يقدم العريس لعروسه مجموعة من منتجات العناية بالبشرة، أو العطور، أو مجموعات هدايا مستحضرات التجميل الأخرى، ويمكن للرجال أيضًا تقديم سلال الطعام أيضًا، والتي تحتوي السكر، والقهوة، والشاي، والزيت،  وتعرف في العادات السودانية بالشيله وهذا الاشياء تكون لليوم الميمون والذى يدعي إليه كل من يعرف العائلتين .

## طقوس الزواج

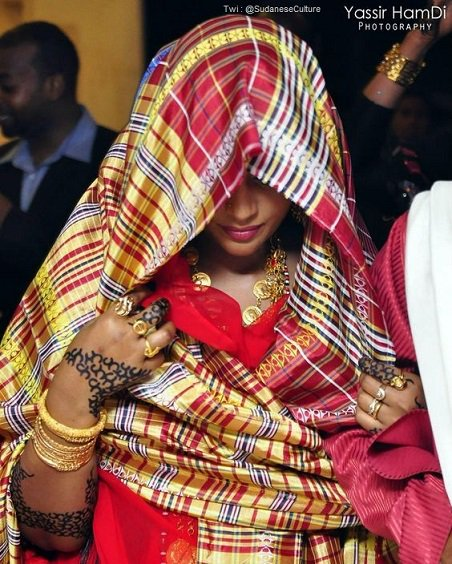
عروس سودانية بالزي الشعبي (القرمصيص)

1. قولة الخير: هي جلسة يجتمع فيها كبار العائلة من الطرفين بقصد التعارف والتأكد من أصل وعراقة كل أسرة، وفيها يتقدم عادة أعمام العريس أوخيلانه و والده بطلب ابنت العائلة الثانية  للزواج بابنهم.
2. الخطوبة: في الآونة الأخيرة كثرت هذه المرحلة، حيث أنها لم تكن بهذا الانتشار في السابق، لأن الزواج سابقًا لم يكن يخرج كثيرًا عن نطاق الأسرة أو الجيران في الحي والمنطقة المجاورة، وهذه المرحلة تتوج علاقة المخطوبين بشيء من القبول في المجتمع والأسرة الممتدة ولكن في اغلبية المجتمعات التقليدية السودانية لا يركزون على هذه الخطوة من الزواج .
3. سد المال: وهو المال الذي يدفعه العريس لاهل العروس ويعطي للام مباشرة ولكن المال الذي يدفع العروس ما يعرف بالمهر او الصداق ويعطي العروس بعد عقد قرانها وتختلف قيمتة عن المال الذي دفع لاهلها  ، وبعد هذه المرحلة تبدأ التجهيزات الفعلية للزواج، ويتكون سد المال من الملابس والثياب السودانية العطور والأحذية (شيلة)، هذا بالإضافة للمال، وتتفاوت هذه التجهيزات حسب مقدرة العريس المالية وفي بعض الاحيان يكون على حسب طلب العروس.
4. الحنة: وفيها تتم دعوة كل من أهل  والعريس على حِدَةٍ، ويتم فيها تخضيب أرجل وأيدي كل من العريس والعروس بالحناء، ويقدم فيها الهدايا العريس تكون مبالغ مالية من اصدقائه واما العروس فتهدي إليها صديقاتها وبنات اهلي والخيران الاواني والمال .وتقدم فيها الاطعمة والمشروبات للمدعوين  وتعقد جلسات الغناء والأنس.
5. العقد: وهو عقد الزواج الذي يعقد على يدي المأذون بحضور كل من ولي العروس ووكيل العريس، ويتم تلاوة القرآن الكريم وتذكير الحضور بفائدة الزواج على المجتمع، بعد ذلك يتبع بعرض من ولي العروس إلى وكيل العريس ويرد وكيل العريس بالقبول وفقا على الصداق أو المهر المتفق عليه بينهم والذي يعترف به قانونيا سب قانون الاحوال المدنية لعام 1991 والذي يستند على المذهب الحنفي المرجح.[1]
6. وليمة العقد: وهي وليمة غالبا ما تكون غداء اما في الوقت الحالي فصار اغلب الناس يركزون علي وجبة الفطور لقلة تكلفتها وتتم دعوة الأهل والأقارب والأصدقاء لمباركة هذا الزواج، وتتم في غالب الأحيان في «صيوان» أو خيمة مجاورة للمنزل تخص الرجال واخري تخص النساء ويهتمون بيهم جيدا ولايترك احد يغادر ذلك الصيوان دون تناول الوجبات .
7. الحفلة: فيها يتم دعوة الناس ويأتي بالمغنين والعازفين، ويقدم طعام العشاء حيث تكون هذه الحفلة غالبا في الفترة المسائيةوتسمي بحفلة الزفاف الآن العروس ترتدي فيها الزفاف وتمتد حتى الحادية عشر مساء كحد أقصى.

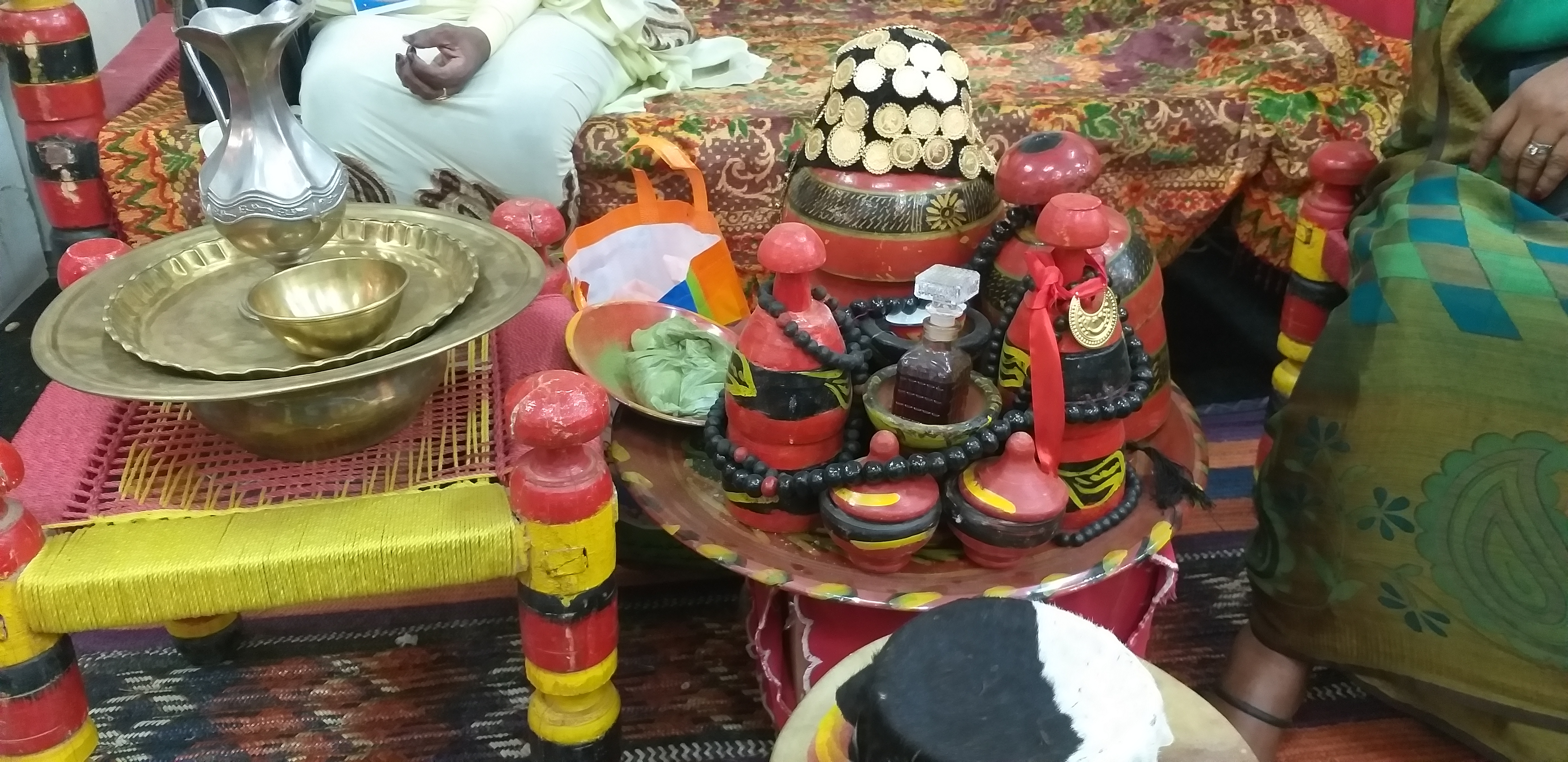
صينية الجرتق

8. صينية الجرتق الجرتق: وهو من العادات القديمة جدًا، ويقال أنها تعود إلى أصول فرعونية، ويتم إلباس كل من العريس والعروس ملابس حمراء اللون وتقوم كبار نساء الأسرة بـ «جرتقة» العريس والعروس، وهو وضع حريرة حمراء اللون فيها هلال ذهبي اللون على جبهة كل من العريس والعروس.
9. بخ اللبن: يأخذ كل من العريس والعروس من لبن في إناء ويقوم ببخه (نفثه) في وجه شريكه المستقبلي ويقال في هذه العادة أنا من يكون له السبق في بخ شريكه اسرع تكون له زمام الامور في حياتهما
10. قطع الرحط: تأتي العروس وهي متحزمة بحريرة في وسطها وفيها بعض انواع الحلويات والبلح ويقوم العريس بقطعه ورميه للحضور.[2][3][4]
11. تشريد العريس: حيث يمتطي العريس حصاناً مطهم السرج يقوده وكيل العريس، وسط النساء، لمسافة معلومة ناحية الشرق من بيت العرس المنصوب، وعلى رأسه الضريرة، وفركة القرمصيص، وبيده سوط، أو سعفة من نبات الدوم يهز بها فوق رؤوس النساء. وتلتف النساء راكضات حول حصان العريس، ويتغنَيْنَ بأهازيج معلومة، يقمن أثناء الغناء (بالشقلاب)، وهو أشبه برمي الشبال إلا أنه أسرع.[5]
12. كتابة الكروت: حيث يقوم أصدقاء العريس بإعداد حفل مصغر لكتابة الكروت بعد تحديد موعد الزواج من أجل دعوة المعارف لإكمال مراسم الزواج.

## القوانين المنظمة للزواج في السودان
يخضع عقد الزواج في السودان للتنظيم غبر قانون الأحوال الشخصية لعام 1991 والذي لاقي عدد من الاعتراضات من المجموعات النسوية ومدافعي عن حقوق الإنسان.

## معرض الصور

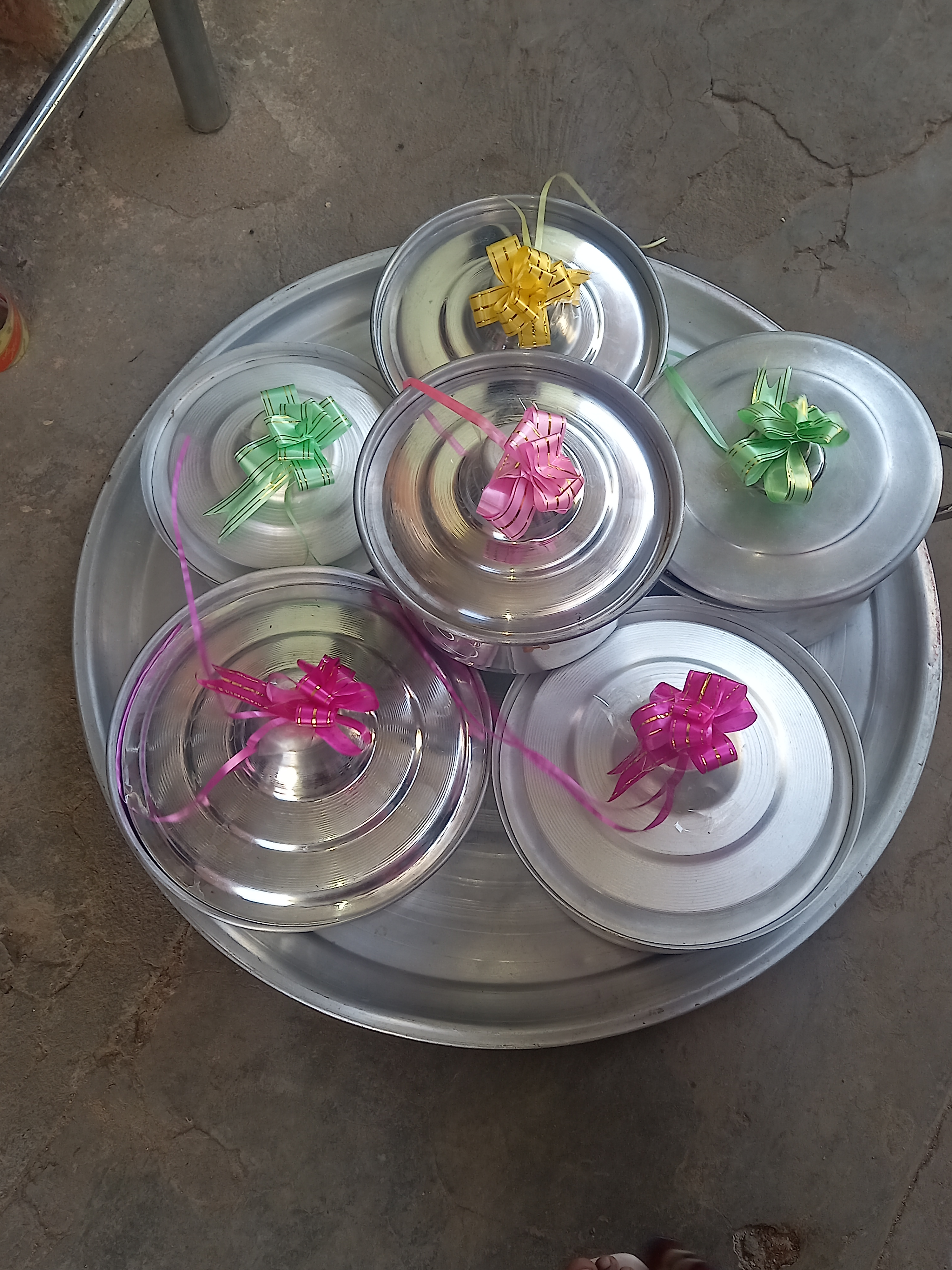
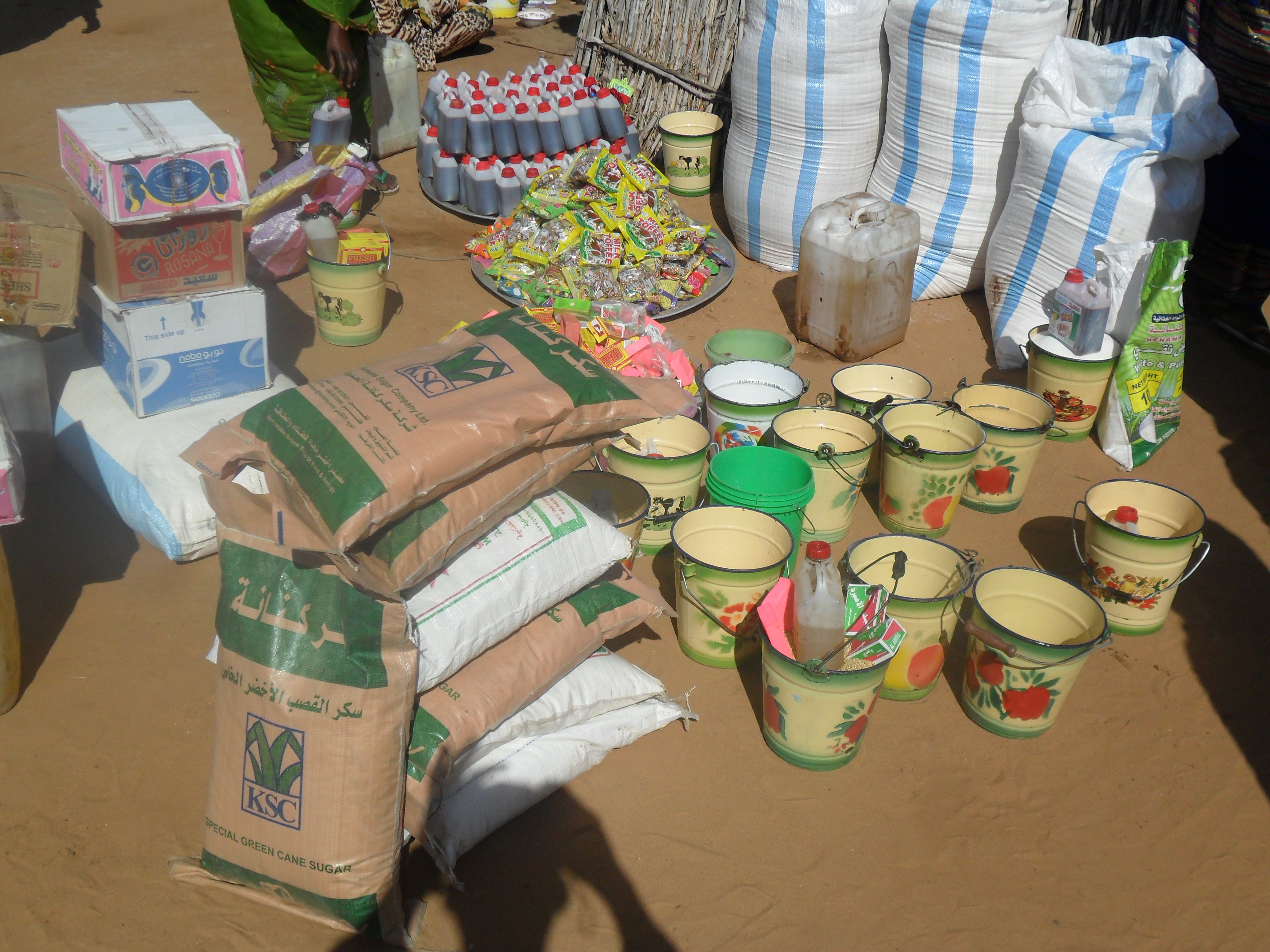
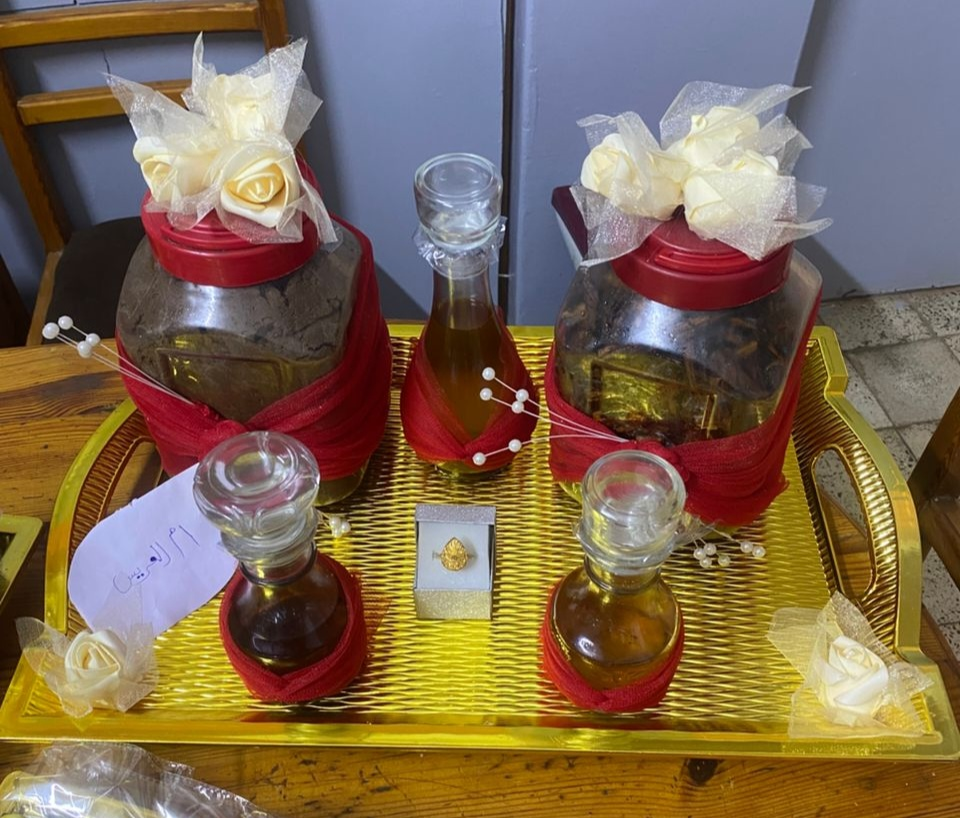
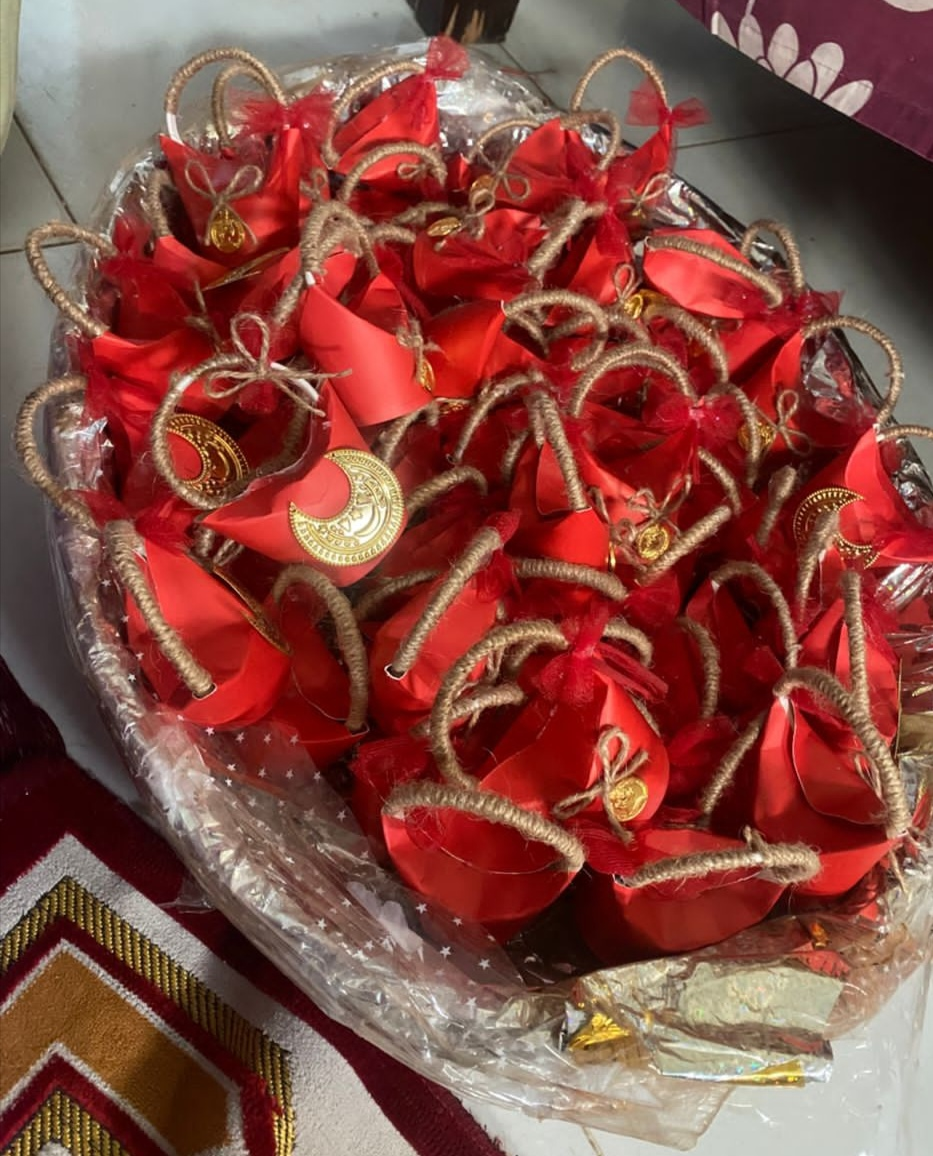
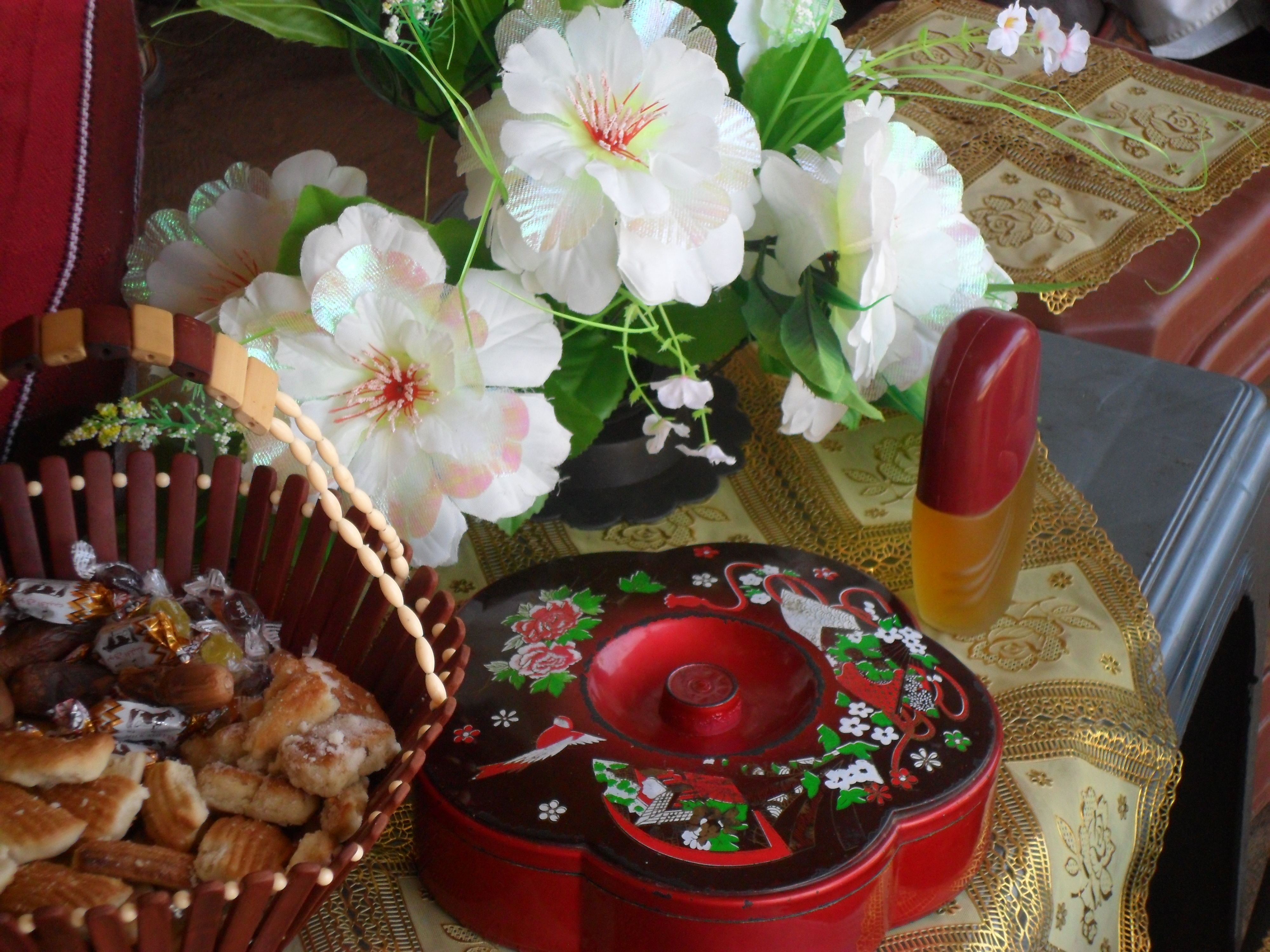
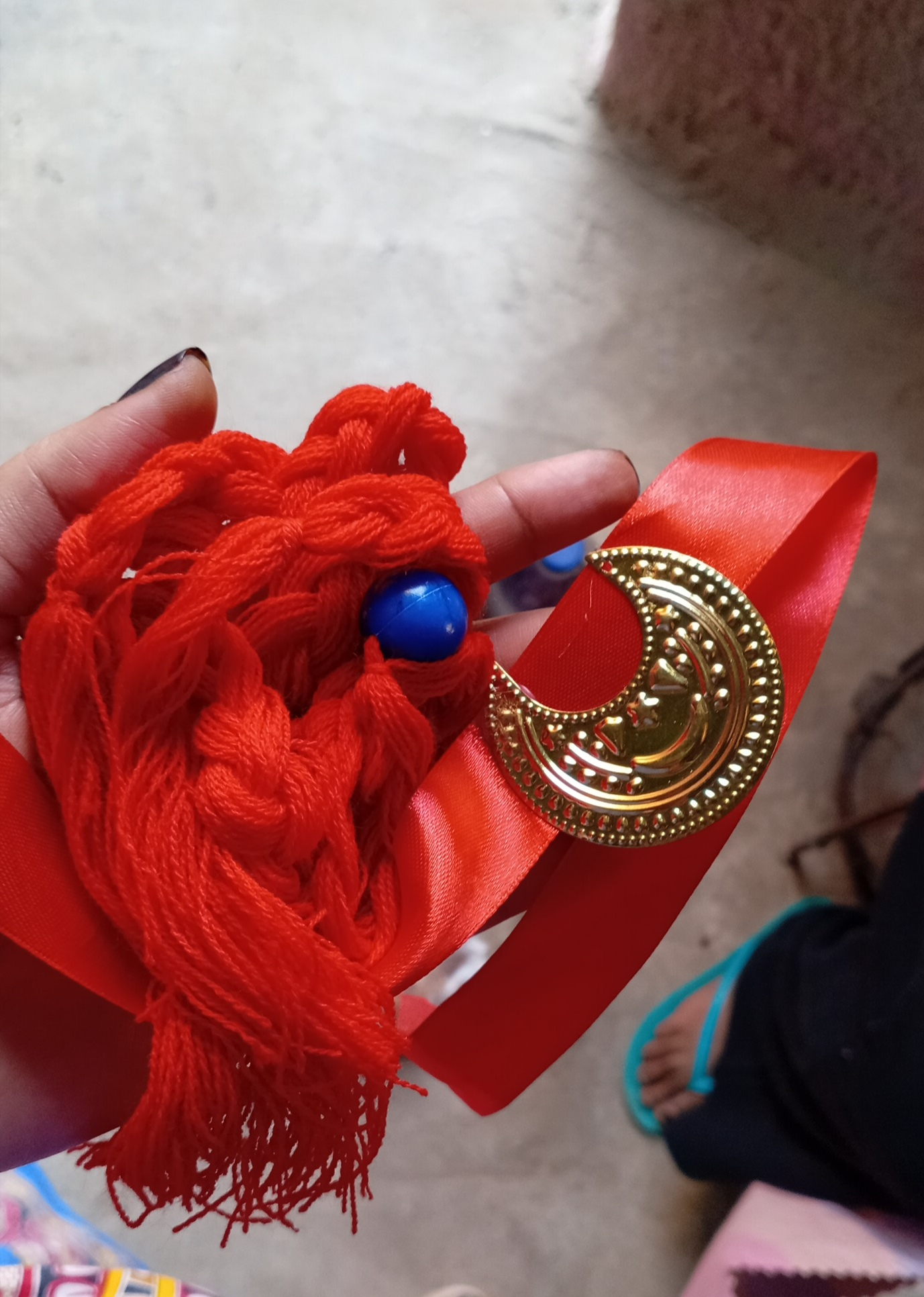
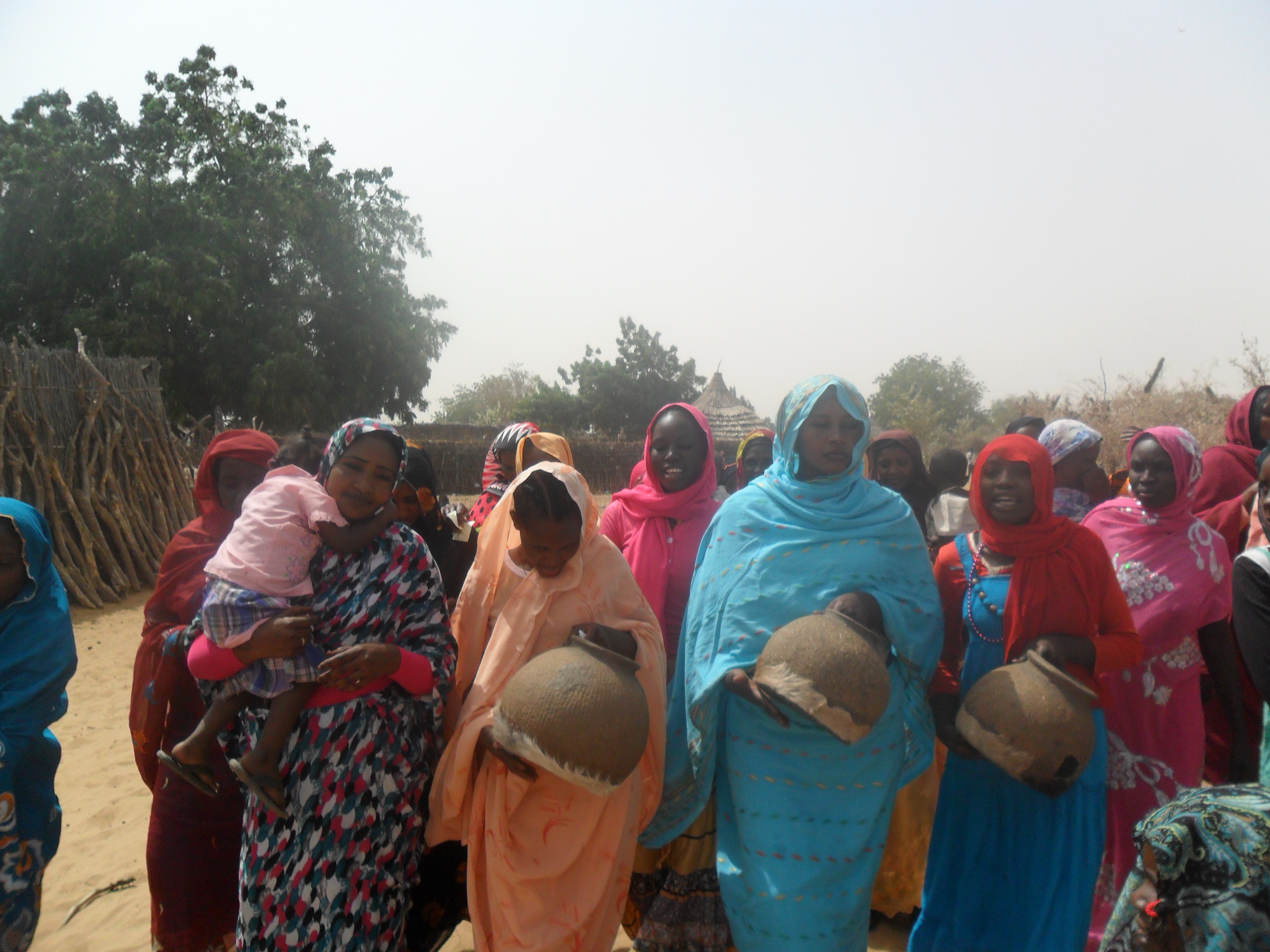

## روابط خارجية
تعريف بالعادات الخاصة بالزواج فيديو